# Kékfény
A Kékfény a Magyar Televízió hat évtizedes múltra visszatekintő bűnügyi sorozata, amely a fő műsoridőben játszott műsorok 2013-as házi népszerűségi toplistáján 544 ezer nézővel a legnépszerűbb műsornak bizonyult.

## Története
Az 1960-as években a meglehetősen sok bűncselekmény iránt megnőtt a közérdeklődés. Ennek a politikai szűrökön is átment kielégítéseként 1964-ben indult havonként egy adással a köztelevízió esti műsorsávjában a máig is látható riportsorozat. Ikonikus műsorvezetője kezdettől 1989-ig Szabó László (1931–2015) újságíró, később jogtanácsos, magánnyomozó volt.
Kígyós Sándor volt a rendezője 1966–76 között.
Vértessy Sándor a kezdetektől 1989-ig számos riportot készített a műsornak.
A műsor 1990-ben Szabó László visszavonulása miatt megszűnt. Új bűnügyi műsorként 1991 júniusában indult a Kriminális című műsor Juszt László vezetésével, amit 1999. június 1-én államtitoksértésre hivatkozva megszüntettek.
1999. október 25-én elindult a 112 című műsor kezdetben Lendvai Szabolcs és Görbe Nóra vezetésével. A műsor szerződéslejárat miatt 2001 végén megszűnt.
Jaksity Kata a műsorvezetője volt 2003–2005 között.
M. Kiss Csaba első feladata volt a műsor megújítása 2006 őszén.
L. Dézsi Zoltán televíziós szerkesztő, riporter 2008 és 2010 között volt a műsor munkatársa.
Ligeti László szerkesztő-riporter 2007-től készített riportokat számára.
Évtizedekig Palásti Pál volt a műsor zenei szerkesztője. 
Eleinte az m1 sugározta, de egy idő óta a Duna is műsorán tartja Olajos Gergő.

## Nevezetesebb hírei
- Az MTV-székház ostroma alatt este 10 óra előtt Garamvölgyi László, az ORFK szóvivője a műsorban úgy nyilatkozott, a tömeg a szomszéd utcákig ér.
- Hanák Tibor „Miután ez a kísérlet kudarccal végződött, a Népszabadság és a televízió Kékfény műsora – számos kollégámmal együtt – CIA-ügynöknek minősített.”
- Halmi Zoltán NATO-CIA-kémként való bemutatása
- Polgár Tamás (aktivista) a „Tolvajkergetők” YouTube-csatornáján elhangzottakkal szemben az MTV Kékfény és Híradó című műsoraiban később azt állították, hogy Dél-Amerikában bujkál.
- Richter Richárd ámokfutó gyilkos esete